# プランク時代
プランク時代（プランクじだい、Planck epoch）とは、宇宙論において、宇宙の歴史の最初の0秒から約10-43秒（プランク時間）の間の時間で、量子重力理論が支配的であった。ドイツの物理学者マックス・プランクにちなんで名づけられた。プランク時間はおそらく時間の最小単位であり、プランク時代はこの長さであるため、時間の最初の瞬間であるとも言える。この瞬間が訪れた約138億年前には、重力は他の基本相互作用と同じくらい強く、全ての力は統一されていたと考えられている。極めて高温高圧で、プランク時代の宇宙の状態は不安定で一時的であり、対称性の破れの進展により基本相互作用が生じた。近代の宇宙論では、プランク時代は大統一理論の時代で、対称性の破れによって宇宙のインフレーションの時代が始まり、極めて短時間に宇宙が爆発的に拡大したと考えられている。

## 理論的なアイデア
現在、量子力学と相対性理論の重力を統合する、広く合意された理論は存在しない。プランク時間より短い時間、プランク長（プランク時間に光が進む距離、約1.616×10-35m）より短い距離については、科学は何も予測できない。量子力学と相対論的重力を統合した量子重力理論の理解なしには、プランク時代の物理学は不明であり、基本相互作用がどのように統一されるのかやどのように分離されたのかも分からない。4つのうち3つの力は既に統一する理論が完成しているが、重力だけが残っている。仮に量子効果を無視すると、宇宙は無限大の密度を持った重力の特異点から出発するが、この結論は、量子重力を考慮すると変わってくる。弦理論やループ量子重力理論は統一理論の候補であるが、非可換幾何等での研究や他の分野での研究も宇宙の初期の姿の理解に役立っている。

## 実験
この時代の光に関する実験結果は得られていないが、WMAPのプローブにより、最初の1兆分の1秒についての仮説を検証できるようになった。この時間は、まだプランク時間からはほど遠いが、IceCubeのニュートリノ検出器やプランクのプローブのデータにより、プランク時間についての洞察を得ることができる。加速器も、エネルギー密度をビッグバン直後の状態に近づけることによって宇宙の初期の姿を洞察するための良いデータを与えてくれる。重イオン衝突型加速器を用いた実験では、物質の初期の状態であるクォークグルーオンプラズマは気体よりも液体に近い振る舞いを示すことが明らかとなった。欧州原子核研究機構の大型ハドロン衝突型加速器を用いた実験では、もう少し前の物質の状態が分かったが、プランク時間の物質の状態を再現する加速器は現在のところ計画されていない。しかし、物質の状態を知れば知るほど、宇宙の観測やその他からのデータが何を示しているのかがより正確にわかるようになる。